# Katarína Strešnáková
Katarína Strešnáková (* 29. Juni 1997) ist eine slowakische Tennisspielerin.

## Karriere
Die aus Nová Dedinka stammende Katarína Strešnáková debütierte bereits im Alter von 16 Jahren auf dem ITF Women’s Circuit beim ITF-$10-000-Turnier in Prag. Sie verpasste dort durch eine Niederlage in der zweiten Qualifikationsrunde die Qualifikation für das Hauptfeld. In der Saison 2014 spielte sie zudem für den Rochusclub Düsseldorf in der 2. Bundesliga Nord. Zwischen 2016 und 2019 studierte sie an der Oklahoma State University und nahm für deren Tennisabteilung an der NCAA teil. Dadurch nahm sie in dieser Zeit nur an wenigen ITF-Turnieren teil. Nach dem Abschluss an der Oklahoma State University kehrte sie wieder auf die ITF Women’s World Tennis Tour zurück und konnte im Jahr 2022 ihren ersten Titel auf der Tour gewinnen. Bei dem ITF-W25-Turnier in Nottingham erreichte sie gemeinsam mit ihrer tschechischen Partnerin Gabriela Knutson das Finale und konnten dort das britisch-französische Duo aus Lauryn John-Baptiste und Alice Robbe glatt in zwei Sätzen besiegen.
Im darauffolgenden Jahr konnte sie auch ihr erstes Turnier im Einzel gewinnen. Beim ITF-W25-Turnier in Málaga konnte sie sich im Finale gegen die Chinesin Mi Tianmi in drei Sätzen durchsetzen. Zudem sicherte sie sich mit ihrer amerikanischen Partnerin Jessica Failla gegen das amerikanisch-spanische Duo aus Isabella Barrera Aguirre und Marina Benito.

## Turniersiege

### Einzel
| Nr. | Datum        | Turnier | Kategorie | Belag     | Finalgegnerinnen | Ergebnis      |
| --- | ------------ | ------- | --------- | --------- | ---------------- | ------------- |
| 1.  | 28. Mai 2023 | Málaga  | ITF W15   | Hartplatz | Mi Tianmi        | 4:6, 7:5, 7:5 |

### Doppel
| Nr. | Datum            | Turnier    | Kategorie | Belag             | Partnerin            | Finalgegnerinnen                       | Ergebnis  |
| --- | ---------------- | ---------- | --------- | ----------------- | -------------------- | -------------------------------------- | --------- |
| 1.  | 23. April 2022   | Nottingham | ITF W25   | Hartplatz         | Gabriela Knutson     | Lauryn John-Baptiste Alice Robbe       | 7:65, 6:3 |
| 2.  | 11. Februar 2023 | Bath       | ITF W25   | Hartplatz (Halle) | Lauryn John-Baptiste | Emily Appleton Isabelle Haverlag       | 7:64, 6:4 |
| 3.  | 28. Mai 2023     | Málaga     | ITF W15   | Hartplatz         | Jessica Failla       | Isabella Barrera Aguirre Marina Benito | 6:3, 6:3  |